# ヴィンセント・エニェアマ
ヴィンセント・エニェアマ（Vincent Enyeama, 1982年8月29日 - ）は、ナイジェリア・カドゥナ出身の元サッカー選手。ポジションはGK。
ゴールキーパーでありながらゴールを記録している。リーグ・アン連続無失点記録保持者。

## 来歴

### クラブ
プロデビュー以来長らくナイジェリアのチームでのプレーを続けていたが2005年、ブネイ・イェフダ・テルアビブFCに移籍、欧州の舞台へとプレーの場を移した。
その後、ハポエル・テルアビブFCへと移籍し正GKの座を確立する。その活躍からアーセナルFCが獲得を打診しているとの報道もなされた。
2011年7月1日、フランスのリールに移籍した。しかしながら、出場機会が得られず、翌シーズンにマッカビ・テルアビブFCへと移籍した。マッカビ・テルアビブでは正GKとして27試合に出場し、10シーズンぶりのリーグ制覇に貢献した。2013-14シーズンは保有権を持つリールに復帰。前シーズン後半戦にレギュラーを託されたステーヴ・エラナがミカエル・ランドロー（SCバスティアへ）が抜けた穴を埋められず、ランドローの後釜としてすぐさま正GKの座を確立した。
リール復帰後は高パフォーマンスを発揮し、2013年12月3日に行われたオリンピック・マルセイユ戦でパリ・サンジェルマンFCのサルヴァトーレ・シリグが保持していたリーグ・アン連続無失点記録を更新した。

### 代表
ナイジェリア代表としては、2002 FIFAワールドカップが代表初招集。この大会中の対イングランド代表戦にて代表デビューを飾り(2002年6月12日)、世界有数の強豪相手に無失点と実力を発揮した。なお、チームはグループステージ敗退となってしまったが、これ以降は正ゴールキーパーとして代表に定着している。2010 FIFAワールドカップ初戦のアルゼンチン戦と第2戦のギリシャ戦では失点し敗れはしたものの、リオネル・メッシのミドルシュートを好セーブで防ぐなどともに1失点に抑え、大会選定のマンオブザマッチに選ばれた。2014 FIFAワールドカップでも正守護神として大会に臨んだ。再戦となったアルゼンチン戦では、前回大会のリベンジとはならなかったもののリオネル・メッシのフリーキックやアンヘル・ディ・マリアのシュートをセーブするなどの活躍を見せた。ベスト16のフランス戦でもポール・ポグバのボレーシュートを防ぐなど躍動したものの、結果的にチームは敗れた。また、アルゼンチン戦でメッシにフリーキックを叩き込まれた後のハーフタイムに審判団と談笑する中で、メッシのキックに驚いたことを語ったり、シュートを外したメッシを笑顔で小突いたりと、その陽気な人柄が日本でも話題となった。

## 代表歴

### 出場大会
- ナイジェリア代表
  - 2002 FIFAワールドカップ
  - 2010 FIFAワールドカップ
  - 2014 FIFAワールドカップ

### 試合数
- 国際Aマッチ 101試合 0得点（2002年-2015年）[2]

| ナイジェリア代表 | 国際Aマッチ | 国際Aマッチ |
| 年               | 出場        | 得点        |
| ---------------- | ----------- | ----------- |
| 2002             | 6           | 0           |
| 2003             | 3           | 0           |
| 2004             | 11          | 0           |
| 2005             | 5           | 0           |
| 2006             | 8           | 0           |
| 2007             | 1           | 0           |
| 2008             | 4           | 0           |
| 2009             | 7           | 0           |
| 2010             | 14          | 0           |
| 2011             | 4           | 0           |
| 2012             | 6           | 0           |
| 2013             | 18          | 0           |
| 2014             | 11          | 0           |
| 2015             | 2           | 0           |
| 通算             | 101         | 0           |

## タイトル

### クラブ
エニンバ
- ナイジェリア・プレミアリーグ：2001, 2002, 2003
- CAFチャンピオンズリーグ：2003, 2004

ハポエル・テルアビブFC
- イスラエル・プレミアリーグ：2009-10

マッカビ・テルアビブFC
- イスラエル・プレミアリーグ：2012-13